# Nagroda Gospodarcza Prezydenta RP
Nagroda Gospodarcza Prezydenta RP – to wyróżnienie gospodarcze, przyznawane raz do roku przez prezydenta RP. Nagrodą Prezydenta RP zostają uhonorowane najlepsze podmioty gospodarcze w kraju, które przyczyniają się do rozwoju gospodarki, promują Polskę na arenie międzynarodowej oraz stanowią wzór dla innych przedsiębiorstw.
Nagroda została ustanowiona przez prezydenta Aleksandra Kwaśniewskiego w 1998 roku i była przyznawana do 2005 roku, tj. do końca jego kadencji. Nadawanie nagrody wznowione zostało z inicjatywy prezydenta Bronisława Komorowskiego w 2011 roku. Od wielu lat Nagroda Gospodarcza jest najważniejszym wyróżnieniem dla przedsiębiorstw w Polsce.
W latach 2011–2015 nagroda była przyznawana w kategoriach:
- Innowacyjność
- Ład korporacyjny i społeczna odpowiedzialność biznesu
- Obecność na rynku globalnym
- Zielona gospodarka
- Trwały Sukces (kategoria na 25-lecie Święta Wolności)

Od 2016 roku Prezydent – spośród nominowanych przez Kapitułę – wskazuje laureatów w czterech kategoriach głównych:
- Lider MŚP – nagroda dla mikro, małych lub średnich przedsiębiorstw, również działających na terenach wiejskich, które funkcjonują na polskim rynku od co najmniej 5 lat i z sukcesem rozwijają się, będąc liderem w regionie;
- Narodowy Sukces – nagroda dla polskich przedsiębiorstw, które od co najmniej 5 lat osiągają trwały wzrost i zrównoważony rozwój, będąc wzorem funkcjonowania dla innych przedsiębiorstw;
- Międzynarodowy Sukces – nagroda dla przedsiębiorstw funkcjonujących od co najmniej 5 lat, które osiągają znaczące sukcesy na rynkach zagranicznych;
- Odpowiedzialny Biznes – nagroda dla przedsiębiorstw wykazujących się aktywnymi działaniami związanymi ze społeczną odpowiedzialnością biznesu.

Przyznając nagrody specjalne w dwóch dodatkowych kategoriach Prezydent RP zwraca uwagę na znaczenie innowacyjności w rozwoju gospodarczym kraju:
- Startup PL – nagroda specjalna dla przedsiębiorstw, które istnieją na rynku nie dłużej niż 5 lat oraz stworzyły innowację produktową lub technologiczną;
- Badania + Rozwój – nagroda specjalna dla zespołów jednostek naukowych lub przedsiębiorstw, które wdrażają innowację produktową lub technologiczną.

Prezydent RP może także przyznać Nagrodę Indywidualną.

## Laureaci nagrody w latach 2011–2015
| Rok  | Kategoria                              | Kategoria                                       | Kategoria                                             | Kategoria                                                       | Kategoria                         |
| Rok  | Innowacyjność                          | Obecność na rynku globalnym                     | Ład korporacyjny i społeczna odpowiedzialność biznesu | Zielona gospodarka                                              | Trwały sukces                     |
| ---- | -------------------------------------- | ----------------------------------------------- | ----------------------------------------------------- | --------------------------------------------------------------- | --------------------------------- |
| 2011 | Solaris Bus & Coach S.A.               | Grupa Fakro                                     | Novol Sp. z o.o.                                      | WATT Produkcja Systemów Solarnych                               |                                   |
| 2012 | Instytut Fizjologii i Patologii Słuchu | Toruńskie Zakłady Materiałów Opatrunkowych S.A. | Laboratorium Kosmetyków Naturalnych Farmona           | Grupa Energa                                                    |                                   |
| 2013 | Zakłady Farmaceutyczne Polpharma S.A.  | KGHM Polska Miedź S.A.                          | Powszechna Kasa Oszczędności Bank Polski S.A.         | Przedsiębiorstwo Energetyki Cieplnej Geotermia Podhalańska S.A. |                                   |
| 2014 | Medicalgorithmics S. A.                | Delphia Yachts Kot Sp. j.                       | Grupa Polskie Składy Budowlane S. A.                  | Grupa Azoty Zakłady Azotowe „Puławy” S. A.                      | Selena FM S. A.                   |
| 2015 | Selvita S.A.                           | Grupa Kapitałowa Inglot Sp. z o.o.              | Promotech Sp. z o.o.                                  | Zakład Utylizacji Odpadów Sp. z o.o. w Gorzowie Wielkopolskim   | Spółdzielnia Mleczarska Mlekovita |

## Laureaci nagrody od2016 r.
2016:
- Lider Małych i Średnich Firm: ML System(inne języki) S.A.
- Narodowy Sukces: Wielton S.A.
- Międzynarodowy Sukces: Wawrzaszek Inżynieria Samochodów Specjalnych Sp. z o.o.
- Odpowiedzialny Biznes: Toruńskie Zakłady Materiałów Opatrunkowych S.A.
- Startup PL: Zortrax S.A.
- Badania + Rozwój: OncoArendi Therapeutics(inne języki) Sp. z o.o.
- Nagroda indywidualna: Janusz Filipiak z firmy Comarch

2017:
- Lider Małych i Średnich Firm: Dramiński S.A.
- Narodowy Sukces: Warszawskie Zakłady Mechaniczne „PZL-WZM” w Warszawie
- Międzynarodowy Sukces: Melex sp. z o.o.
- Odpowiedzialny Biznes: Spółdzielnia Mleczarska Mlekovita
- Startup PL: XTPL S.A.
- Badania + Rozwój: Zespół Badaczy z Wydziału Fizyki UW i Centrum Nowych Technologii
- Nagroda indywidualna: Maciej Wieczorek, prezes zarządu Celon Pharma

2018:
- Lider Małych i Średnich Firm: Ultratech sp. z o.o.
- Narodowy Sukces: Ceramika Paradyż sp. z o.o.
- Międzynarodowy Sukces: Vigo System S.A.
- Odpowiedzialny Biznes: PKO Bank Polski S.A.
- Firma rodzinna: MB – Pneumatyka sp. z o.o.
- Startup PL: Photon Entertainment sp. z o.o.
- Badania + Rozwój: Astronika sp. z o.o.
- Nagroda indywidualna: Zbigniew Grycan
- Nagroda Specjalna (z okazji 100-lecia odzyskania przez Polskę niepodległości): Warszawska Fabryka Platerów HEFRA S.A.

2019:
- Lider Małych i Średnich Firm: DELTA Zbigniew Różycki
- Narodowy Sukces: LPP S.A.
- Międzynarodowy Sukces: Olimp Laboratories(inne języki) Sp. z o.o.
- Odpowiedzialny Biznes: Marco Sp. z o.o.
- Firma rodzinna: Ochnik S.A.
- Startup PL: Warsaw Genomics Sp. z o.o. sp. k.
- Badania + Rozwój: Medical Inventi S.A.
- Nagroda indywidualna: Czesław Lang[4]

2020:
- Kategoria: Lider MŚP – APS ENERGIA S.A.
- Kategoria: Narodowy Sukces – Columbus Energy S.A.
- Kategoria: Międzynarodowy Sukces – Sunreef Venture S.A.
- Kategoria: Odpowiedzialny Biznes – Suempol sp. z o.o.
- Kategoria: Firma Rodzinna – Izodom 2000 Polska sp. z o.o.
- Kategoria: Startup_PL – Airly sp. z o.o.
- Kategoria: Badania+Rozwój – StethoMe sp. z o.o.
- Kategoria: Nagroda indywidualna – prof. Henryk Skarżyński, otochirurg

2021:
- Lider MŚP – Firma Meblowa Nawrocki
- Narodowy Sukces – Spółdzielnia Mleczarska „Mlekpol”
- Międzynarodowy Sukces – KGHM Polska Miedź S.A.
- Odpowiedzialny Biznes – PKN Orlen S.A.
- Firma Rodzinna – AMZ-KUTNO S.A.
- Startup_PL – SUNROOF TECHNOLOGY SP. Z O.O.
- Badania+Rozwój – Instytut Biocybernetyki i Inżynierii Biomedycznej im. Macieja Nałęcza PAN
- Nagroda Indywidualna – Sergiusz Martyniuk, Prezes Rady Właścicieli Pronaru
- Nagroda Specjalna: prof. Adam Glapiński, Prezes Narodowego Banku Polskiego

2022:
- Lider MŚP: Ekoenergetyka–Polska SA
- Narodowy Sukces: H. Cegielski – Fabryka Pojazdów Szynowych sp. z o.o.
- Międzynarodowy Sukces: Advanced Protection Systems SA
- Odpowiedzialny Biznes: RST Roztocze sp. z o.o.
- Firma Rodzinna: STER sp. z o.o.
- Startup_PL: Chronospace sp. z o.o.
- Badania+Rozwój: ADJ Nanotechnology sp. z o.o.
- Nagroda Indywidualna: Beata Drzazga – prezes BetaMed SA
- Nagroda Specjalna: Województwo Podkarpackie – wyróżnione za tworzenie szczególnych warunków dla rozwoju innowacyjności gospodarki w dziedzinach takich jak: lotnictwo i kosmonautyka, motoryzacja, informacja i telekomunikacja oraz jakość życia
- Tytuł „Miasto – Ratownik” dla miasta Rzeszowa